# وزارة الشؤون الإنسانية (الصومال)
وزارة الشؤون الإنسانية وإدارة الكوارث هي وزارة مسؤولة عن إدارة الكوارث والعمل الإنساني في جمهورية الصومال شغلت خديجة محمد ديري في حكومة رئيس الوزراء محمد حسين روبلي إلا أن رئيس الوزراء حمزة عبدي بري الذي خلفه في المنصب لم يعين أحدا في الوزارة، غير أن الرئيس حسن شيخ محمود عيّن عبد الرحمن عبدالشكور ورسمي مبعوثا خاصا له للشؤون الإنسانية